# Балобаново (Волоколамский район)
Бало́баново — деревня в Волоколамском районе Московской области России.
Относится к Теряевскому сельскому поселению, до муниципальной реформы 2006 года относилась к Шестаковскому сельскому округу. Население — 4 чел. (2010).

## География
Деревня Балобаново расположена в 1,5 км от автодороги Р107 Клин — Лотошино, примерно в 19 км к северо-востоку от города Волоколамска. На территории зарегистрировано два садовых товарищества. Ближайшие населённые пункты — деревни Калеево, Калуево и Ожогино. Рядом с деревней Балобаново протекает река Локнаш (бассейн Иваньковского водохранилища).

## Население
| 1852 | 1859 | 1890 | 1899 | 1926 | 2002 |
| ---- | ---- | ---- | ---- | ---- | ---- |
| 158  | ↗161 | ↗199 | ↘145 | ↘132 | ↘9   |
| 2006 | 2010 |      |      |      |      |
| ↘3   | ↗4   |      |      |      |      |

## История
В долговой книге 1532 года упоминается как село Болобаново, в сотной грамоте 1569 года как село Болобоново, на межевом плане 1784 года — деревня Болобанова.
В «Списке населённых мест» 1862 года Болобанова — казённая деревня 1-го стана Клинского уезда Московской губернии по левую сторону Волоколамского тракта, в 41 версте от уездного города, при колодцах, с 21 двором и 161 жителем (76 мужчин, 85 женщин).
По данным на 1890 год входила в состав Калеевской волости Клинского уезда, число душ составляло 199 человек.
В 1913 году — 42 двора и бумаго-ткацкая фабрика.
В 1917 году Калеевская волость была передана в Волоколамский уезд.
По материалам Всесоюзной переписи населения 1926 года — деревня Калеевского сельсовета Калеевской волости Волоколамского уезда, проживало 132 жителя (57 мужчин, 75 женщин), насчитывалось 27 крестьянских хозяйств.
С 1929 года — населённый пункт в составе Волоколамского района Московской области.